# Dasycladales
Dasycladales је ред једноћелијских зелених алги из класе Ulvophyceae, значајан за геологију, јер је присутан у виду бројних фосилних налаза. Овај ред обухвата две савремене и три изумрле фамилије. Описано је око 180 родова, од којих је само 11 савремених. Врхунац диверзитета овог реда десио се у време када су топла и плитка мора била најраширенија на планети.

## Опис и животни циклус
Алге овог реда су радијалне симетрије тела, имају сифонални ступањ организације и усправан раст. За подлогу су причвршћене ризоидима. Око алге налази се спољашњи омотач са инкрустрацијама калцијум-карбоната. Спољашњи изглед талуса варира, и може бити неразгранат (цилиндричног и неразгранатог облика, сегментисаног, крушкастог, или лоптастог облика са дршком) или разгранат (пршљенаст). Са цилиндричног тела радијално полазе длакасти огранци у пршљеновима. На врху талуса се код разгранатих облика налази „плодоносно тело“, често у виду диска са чије доње стране се развијају гаметангије. Недиференцирани репродуктивни органи код неразгранатих фосилних облика налазе се у централном делу тела или на крајевима огранака.
Свака јединка из реда Dasycladales садржи само једно једро у свом телу, које се налази у доњем делу (у основи „дршке”). Једро се тек пред размножавање дели мејотичком деобом праћеном многобројним митотичким деобама. Новонастала једра мигрирају до гаметангија у вршном делу алге, где се стварају изогамети. Гамети се ослобађају у воду, спајају и стварају нову јединку. Зигот се спушта на дно и причвршћује за подлогу, расте и диференцира се.

## Класификација[5][4][6]
фамилија †
род 
род 
род 
род 
фамилија 
род † 
род † 
род † 
род † 
род † 
род 
род  
род 
род † 
род † 
род † 
род † 
род 
род † 
род 
род † 
род † 
род 
род † 
род † 
род †  
род † 
род † 
род † 
род † 
род † 
род † 
род † 
род † 
род  
род † 
род † 
род † 
род † 
род † 
род † 
род † 
род † 
род † 
род † 
род † 
род † 
род † 
род † 
род † 
род † 
род 
род † 
фамилија †
род 
род 
род 
род 
род 
род 
род 
род 
род 
род 
род 
род 
род 
род 
род 
род 
род 
род 
род 
род 
род 
род 
фамилија †
род 
род 
род 
род  
род 
род 
род 
род 
род 
род 
род 
род 
род 
род 
род 
род 
род 
род 
фамилија 
род  
род 
род † 
род 
род † 
род 
род † 
род † 
фамилија †
род 
род 
род 
род 
род 
род 
род 
род 